# Mongol bitchig
Pour l’article homonyme, voir Bitchig.
Cette page contient des caractères spéciaux ou non latins. S’ils s’affichent mal (▯, ?, etc.), consultez la page d’aide Unicode.
L’alphabet mongol ou mongol bitchig (dans cette écriture ᠮᠣᠩᠭᠣᠯ
ᠪᠢᠴᠢᠭ, en cyrillique : Монгол бичиг, [mɔŋɢɔl bitʃig], littéralement : « écriture mongole »), aussi appelé tsagaan tolgoi (ᠴᠠᠭᠠᠨ
ᠲᠣᠯᠤᠭᠠᠢ, Цагаан толгой, littéralement « tête blanche »), est la plus ancienne des écritures mongoles connues. Elle est également nommée en oïrate hudum bitchig (hudum signifiant traditionnel) par opposition au todo bitchig (todo signifiant exact, adapté à l'oïrat). Il est également appelé alphabet ouïghour par de nombreux chercheurs, car il en est une variante.

## Histoire
Elle tire son origine de la fondation de l'empire mongol. Vers 1204, Gengis Khan bat les Naïmans et capture Tata Tonga (chinois : 塔塔統阿 ; pinyin : tǎtǎtǒng'ā), un scribe ouïghour, qui adapte l'alphabet ouïghour (un descendant de l'alphabet syriaque via l'alphabet sogdien) à l'écriture du mongol. Tata Tonga enseigne aux fils de Gengis Khan cette écriture, qu'ils utilisent pour leurs ultimatums.
L'usage du bitchig au sein des institutions administratives de l'Empire influence d'autres écritures comme le phagpa, le todo bitchig, le vaghindra et l'écriture carrée horizontale. Elle est également à l'origine de l'alphabet mandchou et, d'une certaine manière, le hangeul.
Aujourd'hui, la Mongolie a pour objectif de ré-officialiser l'usage du bitchig en 2025 afin de l'utiliser au niveau administratif avec le cyrillique.

## Répartition géographique
Mis à part quelques modifications mineures, de nos jours, il est surtout utilisé en Mongolie-Intérieure, au nord de la république populaire de Chine où elle est une des écritures officielles et est utilisée par 6 millions de personnes, et depuis 1991 est une écriture de nouveau officielle en Mongolie, où elle est encore utilisée par une minorité de ses trois millions d'habitants.
Le réseau de télévision de Mongolie-Intérieure, Nei Menggu TV (内蒙古电视网) diffuse des programmes en tchakhar (une des langues mongoles), sous-titrés en mongol bichig.
En Mongolie, cette écriture fut officiellement remplacée en 1941 par un dérivé de l'alphabet cyrillique, cette nouvelle écriture mit une dizaine d'années avant de s'imposer. En 1990, la graphie ancienne fit l'objet d'incitations du gouvernement pour en faire la graphie officielle. Son enseignement est depuis rendu, et reste obligatoire dans les écoles, mais la tentative ne fut pas suivie d'effets. Aujourd'hui le cyrillique est la graphie majoritairement utilisée, bien que certaines enseignes utilisent l'ancienne écriture à des fins artistiques ou publicitaires. Elle prévoit de revenir à l'écriture mongole dans les années 2020.
En Chine, la langue evenki, de la famille des langues toungouses, utilise également cette écriture. Elle était également utilisé pour écrire le mandchou sous la dynastie Qing.

## Outils d'écriture
Elle est aujourd'hui écrite avec plusieurs outils.
- Au pinceau. C'était la technique originale, le pinceau est toujours utilisé pour la calligraphie.
- À l'impression. Les techniques d'impression de ce type de textes sont arrivés rapidement après l'apparition de cette écriture, en raison de la proximité avec la Chine et l'apparition de l'imprimerie dans le désert de Gobi (plus anciennes traces à Dunhuang quelques siècles auparavant. Cette forme comporte une épaisseur de trait central (colonne vertébrale) régulière, contrairement à sa version calligraphiée au pinceau, elle comporte des pleins et des déliés.
- Au stylo. Avec le développement international du stylo à bille, jetable ou rechargeable, le stylo est devenu l'instrument d'écriture manuscrite courante, plus pratique à transporter qu'un pinceau et son encre. L'épaisseur est fine et régulière.
- Avec un ordinateur, permettant de retrouver au choix, l'une des trois catégories d'écriture précédentes.

## Caractéristiques
La caractéristique principale de cette écriture est sa direction verticale ; il s'agit d'ailleurs d'une des rares écritures verticales à être écrite de gauche à droite, avec le mandchou et d'autres écritures dérivées du ouïghour. L'alphabet comporte 35 lettres, 8 voyelles et 27 consonnes. Tout comme l'alphabet syriaque, les lettres de l'alphabet mongol possèdent au plus trois formes suivant leur position dans un mot :
- initiale ou isolée, en début de mot ou citée individuellement ;
- médiane, à l'intérieur d'un mot ;
- finale, en fin de mot.

L'une des caractéristiques héritée du proto-mongol (en) est que son orthographie se base principalement sur la morphologie. Initialement, la langue ne comporte que 23 lettres marquant plusieurs phonèmes et l'invention d'un système pour transcrire les mots étrangers intègre des lettres supplémentaires au XVIe siècle.

### Graphèmes de base
Le trait vertical, l'ossature centrale du texte est appelée colonne vertébrale, il existe ensuite sept formes de base :
| Mongol | Mongol cyrillique | Translittération | Traduction littérale    |
| ------ | ----------------- | ---------------- | ----------------------- |
| ᠨᠢᠷᠤᠭᠤ | нуруу             | nuruu            | « colonne vertébrale »  |
| ᠲᠢᠲᠢᠮ  | титэм             | titem            | « couronne »            |
| ᠰᠢᠳᠦ   | шүд               | shud             | « dent »                |
| ᠰᠢᠯᠪᠢ  | шилбэ             | shilbe           | « crochet »             |
| ᠭᠡᠳᠡᠰᠦ | гэдэс             | gedes            | « estomac, ventre »     |
| ᠨᠤᠮᠤ   | нум               | num              | « arc »                 |
| ᠰᠡᠭᠦᠯ  | сүүл              | süül             | « finale, terminaison » |
| ᠣᠷᠬᠢᠴᠠ | орхиц             | orkhits          | « apostrophe »          |

### Sept voyelles de base
Contrairement à différentes écritures ligaturées arabes ou indiennes où les bases des caractères sont des consonnes, les consonnes sont des lettres à part entière sans voyelle implicite, auxquelles s'ajoutent sept voyelles de base écrites elles aussi comme des lettres à part entière dans l'alphabet.
Les sept voyelles de base du mongol bitchig (ᠦᠨᠳᠦᠰᠦᠨ
᠗
ᠡᠭᠡᠰᠢᠭ/Үндсэн 7 эгшиг) sont divisées en trois classes : masculine (ᠡᠷ᠎ᠡ/эр), féminine (ᠡᠮ᠎ᠡ/эм) et neutre (ᠰᠠᠭᠠᠷᠮᠠᠭ/саармаг) :
| Voyelles               | masculines | masculines | masculines | féminines | féminines | féminines | neutre |
| ---------------------- | ---------- | ---------- | ---------- | --------- | --------- | --------- | ------ |
| bitchig (forme isolée) | ᠠ          | ᠡ          | ᠢ          | ᠣ         | ᠤ         | ᠥ         | ᠦ      |
| latin                  | a          | e          | i, yi      | o         | u         | ö         | ü      |
| cyrillique             | а          | э          | и, й       | о         | у         | ө         | ү      |

La chanson « Les sept voyelles » (七个母音, qī gè mǔyīn), chanté en mongol et mandarin, a pour but de mémoriser ces voyelles en Mongolie-Intérieure.

### Formes contextuelles et translittérations
| Unicode | Formes des lettres | Formes des lettres | Formes des lettres    | Formes des lettres | Translittérations | Translittérations  | Notes |
| Unicode | isolée             | initiale           | médiale               | finale             | latines           | cyrilliques        | Notes |
| ------- | ------------------ | ------------------ | --------------------- | ------------------ | ----------------- | ------------------ | --- |
| U+1820  | ᠠ                  |                    |                       |                    | A, a              | А                  | Distinction via l'harmonie vocalique (voir q/γ et k/g plus bas) |
| U+1821  | ᠡ                  |                    | E, e                  | Э                  |                   |                    | Distinction via l'harmonie vocalique (voir q/γ et k/g plus bas) |
| U+1822  | ᠢ                  |                    | [ note 1 ] [ note 2 ] |                    | I, Yi, i, yi      | И, Й, Ы, Ь         | À la fin des mots, elle est souvent absorbée par la syllabe précédente. |
| U+1823  | ᠣ                  |                    |                       |                    | O, o              | О                  | Distinction suivant le contexte. |
| U+1824  | ᠤ                  |                    |                       |                    | U, u              | У                  | Distinction suivant le contexte. |
| U+1825  | ᠥ                  |                    |                       |                    | Ö, ö              | Ө                  | Distinction suivant le contexte. |
| U+1826  | ᠦ                  |                    |                       |                    | Ü, ü              | Ү                  | Distinction suivant le contexte. |
| U+1828  | ᠨ                  |                    | [ note 3 ] [ note 4 ] |                    | N, n              | Н                  | Distinction entre la médiane et la finale a/e par la position dans la séquence des syllabes. |
| U+1829  | ᠩ                  |                    |                       |                    | ng                | Н, НГ              | Seulement à la fin des mots. Transcrit le Tibétain ང ou le Sanskrit ङ. |
| U+182A  | ᠪ                  |                    |                       |                    | B, b              | В, Б               | En mongol classique, "v" est uniquement utilisé pour transcrire des mots étrangers; la plupart des "B (V)" en cyrillique correspondent à des "Б (B)" en mongol classique.                                        |
| U+182B  | ᠫ                  |                    |                       |                    | P, p              | П                  | Seulement en début de mot. Transcrit le tibétain པ; |
| U+182C  | ᠬ                  |                    |                       |                    | Q, q              | Х                  | Seulement avec des voyelles postérieures. |
| U+182D  | ᠭ                  |                    |                       |                    | γ                 | Г                  | Seulement avec des voyelles postérieures. Entre des voyelles prononcées longues en mongol oral. La finale existe uniquement quand elle est suivie d'un a écrit détaché du mot.                                   |
| U+182E  | ᠮ                  |                    |                       |                    | M, m              | М                  | |
| U+182F  | ᠯ                  |                    |                       |                    | L, l              | Л                  | |
| U+1830  | ᠰ                  |                    |                       |                    | S, s              | С                  | |
| U+1831  | ᠱ                  |                    |                       |                    | Š, š              | Ш                  | |
| U+1832  | ᠲ                  |                    |                       |                    | T, t              | Т                  | Distinction suivant le contexte. |
| U+1833  | ᠳ                  |                    |                       |                    | D, d              | Д                  | Distinction suivant le contexte. |
| U+1834  | ᠴ                  |                    |                       |                    | Č, č              | Ч, Ц               | Distinction entre /tʃ'/ and /ts'/ en mongol Khalkha. |
| U+1835  | ᠵ                  |                    |                       |                    | J, j              | Ж, З               | Distinction suivant le contexte en mongol Khalkha. |
| U+1836  | ᠶ                  |                    |                       |                    | y                 | -Й, Е*, Ё*, Ю*, Я* | |
| U+1837  | ᠷ                  |                    |                       |                    | R, r              | Р                  | Normalement, jamais placé au début des mots. |
| U+1838  | ᠸ                  |                    |                       |                    | V, v              | В                  | Pour transcrire des mots étrangers. (Normalement utilisé pour transcrire le Sanskrit व) |
| U+1839  | ᠹ                  |                    |                       |                    | F, f              | Ф                  | Pour transcrire des mots étrangers. |
| U+183A  | ᠺ                  |                    |                       |                    | K, k              | Х                  | Seulement avec des voyelles antérieures, mais 'ki/gi' peuvent apparaitre dans des mots avec des voyelles antérieures comme postérieures. En finale, c'est toujours un g. g entre des voyelles est prononcé long. |
| U+183A  | ᠺ                  |                    | G, g                  | Г                  |                   |                    | Seulement avec des voyelles antérieures, mais 'ki/gi' peuvent apparaitre dans des mots avec des voyelles antérieures comme postérieures. En finale, c'est toujours un g. g entre des voyelles est prononcé long. |
| U+183B  | ᠻ                  |                    |                       |                    | Ḳ, ḳ              | К                  | Pour transcrire des mots étrangers. |
| U+183C  | ᠼ                  |                    |                       |                    | (C, c)            | (ц)                | Pour transcrire des mots étrangers. (Normalement utilisé pour transcrire le Tibétain /ts'/ ཚ et le Sanskrit छ)                                                                                                   |
| U+183D  | ᠽ                  |                    |                       |                    | (Z, z)            | (з)                | Pour transcrire des mots étrangers. (Normalement utilisé pour transcrire le tibétain /dz/ ཛ et le sanskrit ज) |
| U+183E  | ᠾ                  |                    |                       |                    | (H, h)            | (г, х)             | Pour transcrire des mots étrangers. (Normalement utilisé pour transcrire le tibétain /h/ ཧ, ྷ et le sanskrit ह)                                                                                                   |
| U+183F  | ᠿ                  |                    |                       |                    | (ř, zra)          | (-,-)              | zra Transcrit le 'ri' chinois, utilisé en Mongolie-Intérieure |
| U+1840  | ᡀ                  |                    |                       |                    | (lha)             |                    | |
| U+1841  | ᡁ                  |                    |                       |                    | (zh, zhi)         | (-,-)              | Transcrit le 'zhi' chinois, utilisé en Mongolie-Intérieure |
| U+1842  | ᡂ                  |                    |                       |                    | (ch, chi)         | (-,-)              | Transcrit le 'chi' chinois, utilisé en Mongolie-Intérieure |

1. ↑  Suit une consonne, la translittération latine est i.
2. ↑  Suit une voyelle, la translittération latine est yi, avec de rares exceptions telles que naim (« huit ») ou Naiman.
3. ↑  prénasale (n-<voyelle>).
4. ↑  postnasale (<voyelle>-n).
5. ↑  Exemples:  qa-γ-an (khan) est raccourci à qaan sauf si c'est de la littérature classique. Quelques exceptions comme tsa-g-aan ("blanc") existent.
6. ↑  Pour transcrire des mots étrangers, on place souvent une voyelle initiale reprenant la voyelle suivante : Русь (Russie) devient Oros.
7. ↑  Exemple: de-g-er est raccourci à deer. Des exceptions, comme ügüi ("non") existent.

## Systèmes informatiques
La verticalité de cette écriture, alors que toutes les écritures du monde se sont adaptées à une écriture horizontale pour les moyens informatiques, pose un certain nombre de problèmes dans l'affichage de textes sur des terminaux informatiques. Le fait que ce système ne soit plus utilisé qu'en Chine par quelques millions de personnes (la Mongolie ayant adopté l'alphabet cyrillique) n'aide pas non plus à la diffusion des techniques.
La majorité des techniques actuelles utilise des fontes permettant l'écriture horizontale, qui sont en suite tournées à 90° pour un affichage vertical. Les éventuels textes en alphabet latin ou cyrillique, en chinois, ou comportant une variante des chiffres arabes, se trouvent donc tournés à 90° également.
Les versions de Firefox antérieures à la 30 avaient un problème pour afficher les fontes en Mongol bichig ; il a fallu, pour corriger ce problème, modifier l'URL about:config, la valeur gfx.font_rendering.harfbuzz.scripts de -1 à 87.
Android Nougat (7.0) et supérieurs comporte les caractères mongols par défaut.

### Avant Unicode

#### Système CMs

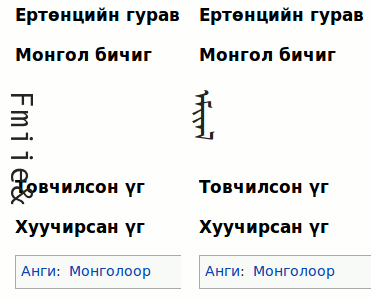
Exemple d'utilisation sur la page de wiktionary en mongol cyrillique du mot « peur, crainte ».

Ce système fait correspondre les caractères du mongol bichig à des caractères du groupe Basic Latin (U+0041) de l'Unicode. Il faut donc utiliser une fonte de caractères qui utilise ce contournement pour afficher cette écriture (famille CMs comme la CMs Ulaanbaatar). Cette technique présente l'avantage de permettre de saisir le texte avec un clavier ne disposant pas de méthode de saisie complexe.
Trois fontes utilisant ce système ont été développées ; elles représentent les styles des trois outils d'écriture traditionnels, CMS Ulaanbaator représentant (dans sa première version) l'écriture manuscrite au stylo, CMS Huree représentant la calligraphie au pinceau et CMS Urga représentant l'écriture d'imprimerie. Ces fontes étaient originellement hébergées sur Xoom (en), mais cet hébergeur ayant fermé, on peut les trouver aujourd'hui sur différents sites de fontes.

#### Système Menksoft
Le système de Menksoft utilisé sur différents logiciels et sites web a été utilisé, comme CMs, du temps où l'UTF-8 n'était pas devenu le standard de fait. Il utilise différents caractères spéciaux pour l'encodage du mongol et les fontes produites par Menksoft. Il est encore utilisé de nos jours par certains sites en langue mongole, comme le site http://www.mongolbuh.com/, site de Mongolie-Intérieure consacré à la lutte mongole, sport national.

### Unicode
La plage U+1800 à U+18AF Mongol est consacrée à l'écriture ouïghoure du mongol. Il existe différentes fontes dont certaines sous licence libre utilisant cette plage, notamment dans le paquet MonTeX pour TeX.

#### Numéraux
| Unicode        | 1810 | 1811 | 1812 | 1813 | 1814 | 1815 | 1816 | 1817 | 1818 | 1819 |
| Chiffre mongol | ᠐    | ᠑    | ᠒    | ᠓    | ᠔    | ᠕    | ᠖    | ᠗    | ᠘    | ᠙    |
| Correspondance | 0    | 1    | 2    | 3    | 4    | 5    | 6    | 7    | 8    | 9    |

#### Contrôles de format
Le standard Unicode comporte, pour l'écriture mongole, en plus des caractères alphabétiques ou alpha-syllabiques des caractères spéciaux dits caractères de commande. Quatre sélecteurs, dits sélecteur de variante libre mongol 1 (SVL1), ou en anglais : FVS, Free Variation Selector 1, en mongol : буюу 1-р хувилбар сонгогч) 2, 3 et 4, ainsi qu'un séparateur de voyelles mongoles (SVM, ou en anglais : MVS, Mongolian Vowel Separator, en mongol : Үгийн төгсгөлд орхиц). Ils sont numérotés de 180B à 180F en notation hexadécimale de l'Unicode :
- 180B — SVL1
- 180C — SVL2
- 180D — SVL3
- 180E — SVM
- 180F — SVL4

La disposition de ces caractères sur les claviers adaptée à la saisie du mongol dépend complètement du pays du clavier (clavier russe en fédération de Russie, clavier mongol cyrillique en Mongolie, clavier qwerty en Chine, etc.). La disposition est globalement phonétique en fonction de la disposition des caractères nationaux locaux. Il existe également différentes dispositions pour les claviers virtuels, notamment sur les plates-formes mobiles.

#### Table des caractères
Sur beaucoup de systèmes possédant une police de caractère adéquate, les caractères ne sont pas affichés par défaut dans leur présentation verticale de haut en bas, mais dans la présentation horizontale de gauche à droite, tourné d'un quart de tour en sens antihoraire. Le rendu vertical nécessite des polices qui prennent en charge les formes contextuelles des lettres et adaptent les métriques et le positionnement nécessaires pour la rotation, ainsi qu'un logiciel de rendu prenant en charge le style de disposition vertical (dans les navigateurs internet modernes, cela nécessite la prise en charge du style CSS writing-mode: vertical-lr;).
| en fr  | 0 | 1 | 2 | 3 | 4 | 5 | 6 | 7 | 8 | 9 | A | B         | C         | D         | E     | F         |
| ------ | - | - | - | - | - | - | - | - | - | - | - | --------- | --------- | --------- | ----- | --------- |
| U+1800 | ᠀ | ᠁ | ᠂ | ᠃ | ᠄ | ᠅ | ᠆ | ᠇ | ᠈ | ᠉ | ᠊ | S V L M 1 | S V L M 2 | S V L M 3 | S V M | S V L M 4 |
| U+1810 | ᠐ | ᠑ | ᠒ | ᠓ | ᠔ | ᠕ | ᠖ | ᠗ | ᠘ | ᠙ |   |           |           |           |       |           |
| U+1820 | ᠠ | ᠡ | ᠢ | ᠣ | ᠤ | ᠥ | ᠦ | ᠧ | ᠨ | ᠩ | ᠪ | ᠫ         | ᠬ         | ᠭ         | ᠮ     | ᠯ         |
| U+1830 | ᠰ | ᠱ | ᠲ | ᠳ | ᠴ | ᠵ | ᠶ | ᠷ | ᠸ | ᠹ | ᠺ | ᠻ         | ᠼ         | ᠽ         | ᠾ     | ᠿ         |
| U+1840 | ᡀ | ᡁ | ᡂ | ᡃ | ᡄ | ᡅ | ᡆ | ᡇ | ᡈ | ᡉ | ᡊ | ᡋ         | ᡌ         | ᡍ         | ᡎ     | ᡏ         |
| U+1850 | ᡐ | ᡑ | ᡒ | ᡓ | ᡔ | ᡕ | ᡖ | ᡗ | ᡘ | ᡙ | ᡚ | ᡛ         | ᡜ         | ᡝ         | ᡞ     | ᡟ         |
| U+1860 | ᡠ | ᡡ | ᡢ | ᡣ | ᡤ | ᡥ | ᡦ | ᡧ | ᡨ | ᡩ | ᡪ | ᡫ         | ᡬ         | ᡭ         | ᡮ     | ᡯ         |
| U+1870 | ᡰ | ᡱ | ᡲ | ᡳ | ᡴ | ᡵ | ᡶ | ᡷ | ᡸ |   |   |           |           |           |       |           |
| U+1880 | ᢀ | ᢁ | ᢂ | ᢃ | ᢄ | ᢂᢅ | ᢂᢆ | ᢇ | ᢈ | ᢉ | ᢊ | ᢋ         | ᢌ         | ᢍ         | ᢎ     | ᢏ         |
| U+1890 | ᢐ | ᢑ | ᢒ | ᢓ | ᢔ | ᢕ | ᢖ | ᢗ | ᢘ | ᢙ | ᢚ | ᢛ         | ᢜ         | ᢝ         | ᢞ     | ᢟ         |
| U+18A0 | ᢠ | ᢡ | ᢢ | ᢣ | ᢤ | ᢥ | ᢦ | ᢧ | ᢨ | ᢂᢩ | ᢪ |           |           |           |       |           |

### Mises en œuvre

#### GNU/Linux
La prise en charge de cette écriture sous GNU/Linux est variable selon les distributions. Il existe différentes fontes libres de droit, installées par défaut ou pouvant être installée en paquet comme celui de mongolian-fonts d'openSUSE ou manuellement en récupérant la fonte sur des sites consacrés aux fontes ou à cette écriture.
Le module LaTeX appelé MonTeX comporte des fontes consacrées à cette écriture et au mongol cyrillique, utilisable sur LaTeX en général. Il y a des essais de méthodes de saisie à intégrer à iBus, mais ces méthodes ne sont pour le moment pas dans les paquets standard.

#### Android/Linux
Android à partir 6.0 comporte par défaut une fonte mongole, permettant ainsi de l'afficher dans n'importe quelle application. Parmi les méthodes de saisies, on peut citer Multiling O Keyboard, qui supporte également le mandchou et le vieux turc. Ces fontes font partie des noto-fonts sous licence SIL modifiée, que l'on retrouve en paquet sous la majorité des distributions Linux.
Bainu est un système de chat pour Android et iOS utilisant cette écriture utilisé par les Mongols de Chine,, et intégrant une méthode de saisie avec prédiction. Il ne nécessite pas que le système possède des fontes mongoles et il est également possible de copier-coller du texte à partir de celui-ci.

#### Apple
Bainu, l'application de chat des Mongols de Chine de Zuga Tech, fonctionne sous iOS de la même façon que sur Android,.

#### Polices
- (zh) « 炎黄字库 », sur linuxsir.org (dépôt de fontes Yanhuang (zh)) polices chinoises et méthode d'entrée chinoise libres comportant à la fois les hanzi et le mongol bitchig.
- (mn-Mong + zh + ja) (en) « Polices mongoles bitchig et dictionnaire mongol bichig ⇔ chinois (pour Android et iOS) », sur mongolfont.com
- (en) « MonTeX », sur ctan.org, extension à TeX, permettant d'y utiliser les différentes écritures mongoles, contient des polices pour le mongol, le mandchou et d'autres écritures utilisant l'alphabet ouïghour.
- « cms.zip », polices pour le système CMs, ne fonctionnera pas avec les textes en Unicode.

#### Outils
- (mn-Mong) « Unsen-sambar », sur unsen-sambar.com, site permettant la saisie de texte en mongol bichig sur la majorité des navigateurs, grâce à l'utilisation de JavaScript (en HTML5).
- (zh) (en) « How to Create a Custom Input Method Editor in Linux », moyen d'intégrer une méthode mongol bichig dans ibus (système de méthode de saisie des langues complexes sous X11 (UNIX/linux/BSD...)).
- (zh) (mn-Mong) « 内蒙古启言蒙汉语信息网 », sur Qiyanwang.com — site bilingue chinois mongol pour l'apprentissage du mongol traditionnel.